# Adam Rosen
Adam „AJ“ Rosen (* 12. April 1984 in New Rochelle, New York; † 19. Dezember 2021) war ein britischer Rennrodler.

## Werdegang
Rosen wurde in New Rochelle in den Vereinigten Staaten geboren und betrieb den Rennrodelsport seit 1998. Seit 2003 gehörte er dem britischen Nationalkader an. Der Unternehmer im Musikgeschäft, der im Alter von 16 Jahren seinen Flugschein machte, bestritt seine ersten Rennen im Rennrodel-Weltcup in der Saison 2003/04. Das erste Rennen bestritt er in Calgary und wurde 34. Bestes Resultat der drei Einsätze in seiner ersten Saison wurde Platz 27 in Park City. In der Gesamtwertung belegte Rosen Platz 43. Die Rennrodel-Weltmeisterschaften 2004 in Nagano beendete Rosen als 27. In der folgenden Saison bestritt er sechs der acht Saisonrennen und wurde 39. der Gesamtwertung. Bei den WM 2005 in Park City wurde der Brite 29. Spätestens 2005/06 etablierte sich Rosen endgültig im Weltcup. Erstmals ließ er in der Gesamtwertung des Weltcups seinen britischen Mitstreiter Mark Hatton hinter sich und wurde 30. Zudem schaffte er mit Platz 18 in Calgary erstmals ein Top-20-Resultat. Höhepunkt der Saison wurde die Teilnahme an den Olympischen Winterspielen 2006 von Turin. Bei den Wettkämpfen von Cesana Pariol fuhr Rosen auf den 16. Platz und erreichte damit sein bis dahin bestes internationales Resultat.
Rosens Entwicklung setzte sich 2006/07 fort. Er bestritt erneut fast alle Weltcup-Rennen und wurde 26. der Gesamtwertung. Zwar konnte er sein bestes Resultat nicht steigern, doch festigte er seine durchschnittlichen Leistungen auf einem höheren Niveau und wurde nie schlechter als 27. Auch bei den WM 2007 in Igls fuhr er auf Rang 24 und bestätigte damit das damalige Leistungsniveau. Die Saison 2007/08 brachte erstmals leichte Verschlechterungen mit sich. In der Gesamtwertung verschlechterte sich Rosen um einen Rang auf Platz 27, er erreichte kein Ergebnis besser als Platz 20 aber zwei Resultate im 30er-Bereich. Die Weltmeisterschaften in Oberhof beendete der Brite als 25., in Cesana wurde er bei der Europameisterschaft 16. Obwohl Rosen bei den Weltmeisterschaften 2009 in Lake Placid nur 26. wurde, brachte die Saison 2008/09 einen neuen Leistungssprung. Zwar begann er mit durchwachsenen Leistungen zu Saisonbeginn und hatte auch zu Beginn der zweiten Hälfte der Rennserie ein Leistungstief, erreichte aber mit Platz sechs in Calgary erstmals ein Ergebnis unter den besten Zehn. Auch in der Gesamtwertung erreichte er trotz zweier Rennen ohne Ergebnis mit Platz 24 ein neues bestes Resultat.
Bei den Olympischen Winterspielen 2010 in Vancouver erreichte er wie bereits 2006 den 16. Platz im Einzel. Vier Jahre später verpasste er die Qualifikation für die Olympischen Spiele in Sotschi.
Bei den Rennrodel-Weltmeisterschaften 2017 im Olympia Eiskanal Igls wurde er im Doppelsitzer 29. und erreichte mit der Teamstaffel den 14. Platz. Im gleichen Jahr war er bereits bei der Europameisterschaft 18. im Doppelsitzer mit Raymond Thompson geworden. Mit der Teamstaffel wurde er Zehnter.
Adam Rosen starb im Dezember 2021 im Alter von 37 Jahren an den Folgen eines Krebsleidens.